# Adiós, papá
Adiós, papá es el título de una canción de la banda de rock española Los Ronaldos, publicada en 1988.

## Descripción
Está considerada como uno de los títulos más conocidos, si no el que más, de la discografía del grupo y ha sido calificada de icónica, mítica e himno generacional. La letra alude a la relación paterno-filial que mantiene el narrador, del que ya solo espera dinero, y del que aprovecha para despedirse.
la canción alcanzó el número uno en la lista de Los 40 Principales la semana del 25 de marzo de 1989.

## Versiones
- Versionado en 2005 por el grupo Santa Justa Klan en su primer disco SJK.
- Versionado en 2016 por el cómico David Guapo imitando a Coque Malla en el talent show español de la cadena Antena 3 Tu cara me suena (2016).[9]